# Yellowstone (supercomputadora)
Yellowstone fue la supercomputadora inaugural en el Centro de Supercomputación NCAR-Wyoming (NWSC) en Cheyenne, Wyoming. Fue instalado, probado y listo para la producción a mediados de 2012. El clúster de supercomputación de Yellowstone fue desmantelado el 31 de diciembre de 2017, siendo reemplazado por su sucesor Cheyenne.
Yellowstone era un sistema petaescalar altamente capaz diseñado para realizar investigaciones científicas innovadoras en el campo interdisciplinario de la ciencia del sistema terrestre. Los científicos utilizaron la computadora y sus recursos asociados para modelar y analizar procesos complejos en la atmósfera, los océanos, los casquetes polares y en todo el sistema de la Tierra, acelerando la investigación científica en cambio climático, clima severo, tormentas geomagnéticas, secuestro de carbono, seguridad de la aviación, incendios forestales, y muchos otros temas. Financiado por la National Science Foundation y el Estado y la Universidad de Wyoming, y operado por el Centro Nacional de Investigación Atmosférica, el propósito de Yellowstone era mejorar el poder predictivo de la simulación científica del sistema de la Tierra para beneficiar la toma de decisiones y la planificación para la sociedad. Su nombre fue inspirado del Parque nacional de Yellowstone. 

## Descripción del sistema
Yellowstone era una computadora de clúster IBM iDataPlex de 1.5 petaflops con 4,536 nodos de cómputo de doble socket que contenía 9.072 procesadores Intel Xeon E5-2670 de 8 núcleos a 2.6 GHz (72,576 núcleos), y su tamaño de memoria agregada era de 145 terabytes. Los nodos interconectados en una topología fat tree completa a través de un cableado de conmutación Mellanox FDR InfiniBand. El software del sistema incluye el sistema operativo Red Hat Enterprise Linux para Scientific Computing, LSF Batch Subsystem and Resource Manager, e IBM General Parallel File System (GPFS). 
Yellowstone se integró con muchos otros recursos informáticos de alto rendimiento en el NWSC. La característica central de esta arquitectura de supercomputación fue su sistema de archivos compartidos que agilizó los flujos de trabajo de la ciencia al proporcionar espacios de trabajo de computación, análisis y visualización comunes a todos los recursos. Este conjunto común de almacenamiento de datos, denominado Entorno de datos accesibles globalmente (GLADE), proporciona 36,4 petabytes de capacidad de disco en línea compartida por la supercomputadora, dos equipos de análisis de datos y visualización (DAV) (Geyser y Caldera), servidores de datos para usuarios locales y remotos, y un archivo de datos con capacidad para almacenar 320 petabytes de datos de investigación. Las redes de alta velocidad conectan este entorno de Yellowstone con pasarelas científicas, servicios de transferencia de datos, recursos de visualización remota, sitios de Extreme Science and Engineering Discovery Environment (XSEDE) y sitios asociados en todo el mundo. 
Esta integración de recursos informáticos, sistemas de archivos, almacenamiento de datos y redes de banda ancha permitió a los científicos simular futuros escenarios geofísicos a alta resolución, luego analizarlos y visualizarlos en un complejo informático. Esto mejora la productividad científica al evitar los retrasos asociados con el movimiento de grandes cantidades de datos entre sistemas separados. Además, esto reduce el volumen de datos que deben transferirse a los investigadores en sus instituciones de origen. El entorno de Yellowstone en NWSC pone a disposición de los investigadores de las ciencias del sistema de la Tierra más de 600 millones de horas de procesador cada año.